# St. Georg (Nägelstedt)

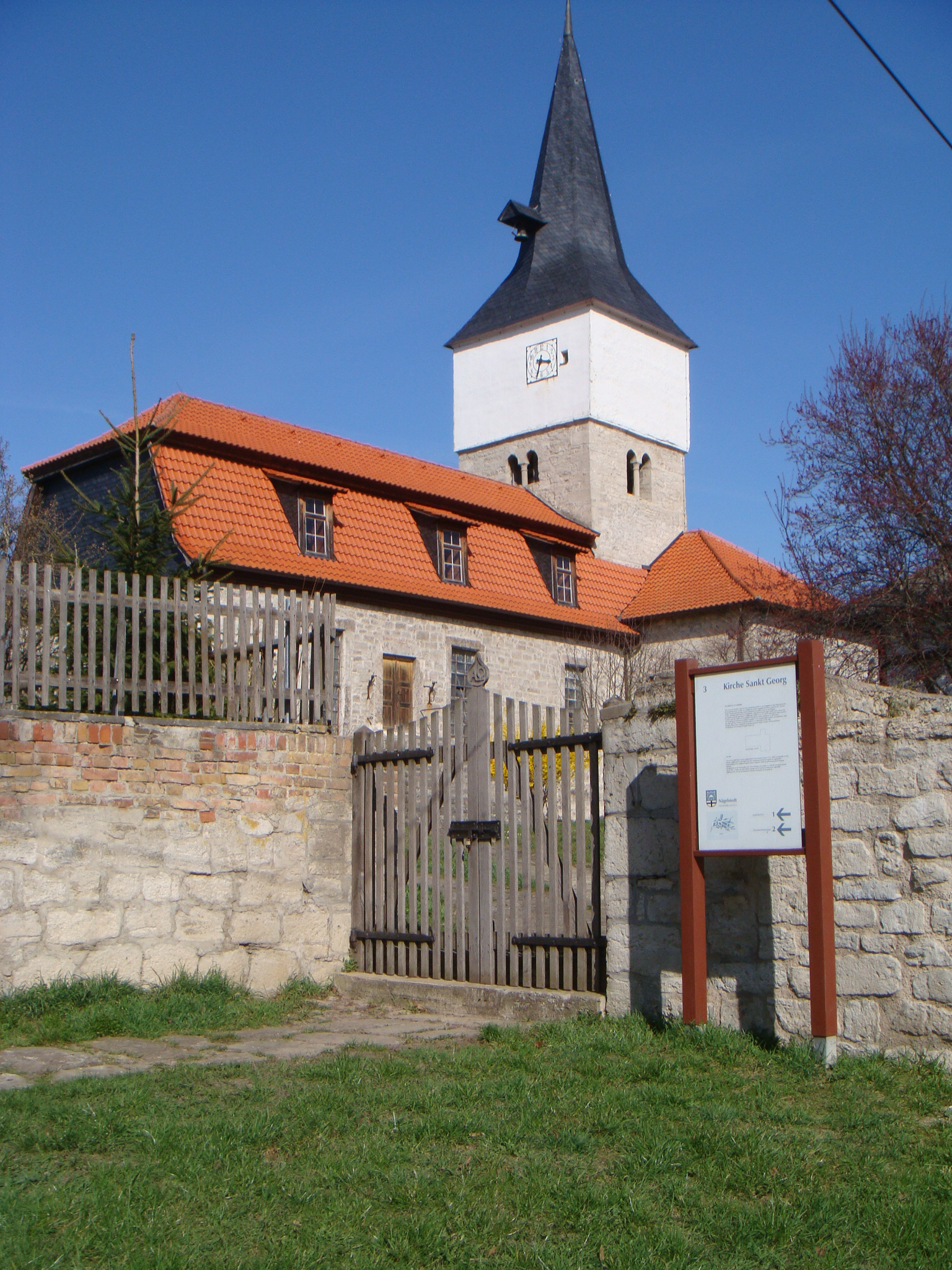
St. Georg

Die evangelisch-lutherische Kirche St. Georg steht in Nägelstedt, einem Ortsteil von Bad Langensalza im Unstrut-Hainich-Kreis in Thüringen. Sie stieß ursprünglich an den Hof der Kommende im Unterdorf. Die Kirchengemeinde Nägelstedt gehört zum Pfarrbereich Großvargula im Kirchenkreis Mühlhausen der Evangelischen Kirche in Mitteldeutschland.

## Beschreibung
Von der ehemaligen Deutschordenskirche, im Kirchenpatronat von Hermann von Salza, Hochmeister des Deutschen Ordens seit 1222, sind die kreuzförmigen Bauteile mit dem Kirchturm in der Mitte erhalten. Ferner sind Spuren einer Apsis sowie ein romanisches Trichterfenster zu erkennen. Reste von Seitenschiffen, die auf eine Basilika schließen lassen, sind nicht nachweisbar. Der Turm hat spitzbogige Klangarkaden mit frühgotischen, kelchförmigen Kapitellen. Seinen schiefergedeckten spitzen Helm bekam er erst später. Die Glocke ist von 1499. Zwischen dem quadratischen Chor und dem südlichen Arm des Querschiffs ist eine Kapelle mit der Bezeichnung 1584.
Das mit einem Mansarddach bedeckte Langhaus wurde erst im 18. Jahrhundert auf älteren Grundmauern gebaut. Im Süden ist der Aufgang zu den Emporen. Über dem Portal im Westen ist ein vermauertes Fenster mit Wappen, bezeichnet mit 1554. Der Chor und die Vierung haben Kreuzgratgewölbe, der südliche Querarm und die Kapelle sind flachgedeckt, letztere mit Ansätzen von Gewölberippen. Im nördlichen Querarm sind vermauerte Kämpfer. Das Langhaus ist mit einem hölzernen Tonnengewölbe überspannt. Die Deckenmalerei zeigt die Christi Himmelfahrt. Die Emporen sind zweigeschossig, ihre Brüstungen zeigen Szenen aus dem Alten Testament und dem Neuen Testament, bemalt in Grisaille, entstanden im 18. Jahrhundert.
Der ausgelagerte Kanzelaltar von 1741 hat einen polygonalen Grundriss, das Altarblatt zeigt die Geburt von Jesus Christus sowie Moses, Johannes des Täufers und die Tugenden Glaube und Hoffnung. Im Chor steht ein steinerner Opferstock. Im Orgelprospekt, dekoriert mit kannelierten Pilastern, Rankenwerk und Füllhörnern, befindet sich die Orgel. Sie hat 19 Register, verteilt auf 2 Manuale und Pedal, und wurde 1830 von Johann Friedrich Schulze gebaut.